# Thomas Wright (astronom)

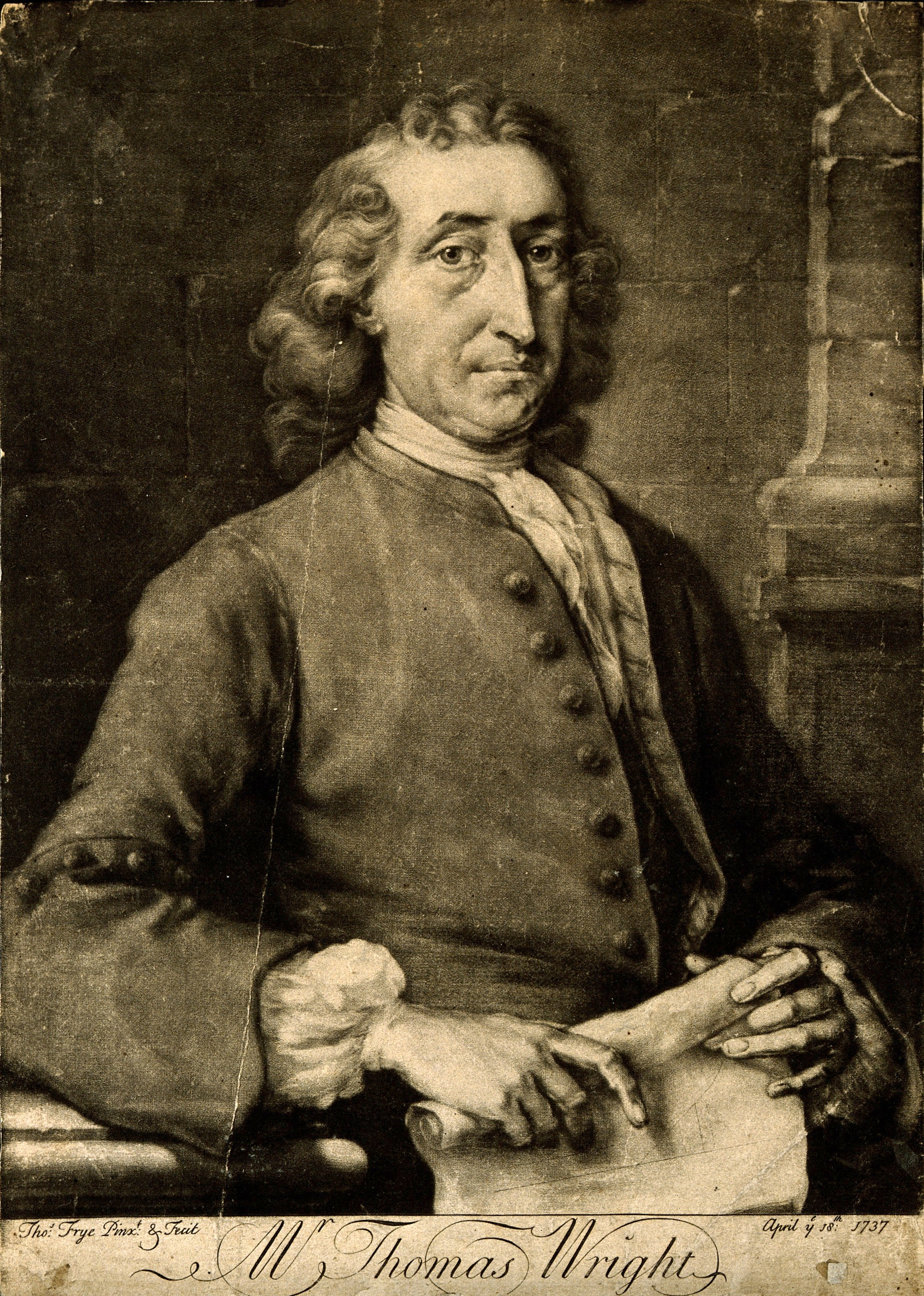
Thomas Wright

Thomas Wright (ur. 22 września 1711 w Byers Green, zm. 25 lutego 1786 tamże) – angielski astronom i projektant ogrodów.

## Życiorys
Był trzecim synem stolarza Johna Wrighta. W wieku 13 lat rozpoczął terminowanie u zegarmistrza, od którego jednak uciekł na skutek kłótni. Samodzielnie studiował matematykę, astronomię i nawigację, utrzymując się jako wędrowny nauczyciel. Sformułował własną koncepcję kosmologiczną, najpełniej wyłożoną w opublikowanej w 1750 roku pracy An Original Theory or New Hypothesis of the Universe, tworząc model Kosmosu oparty na teologicznych podstawach. Dowodził, że w samym centrum sferycznego Wszechświata znajduje się siedziba Boga, stanowiąca jego środek grawitacyjny, wokół niej zaś krążą po orbitach Słońce i inne gwiazdy. Dociekał także natury Drogi Mlecznej, uznając ją ostatecznie za cienką otoczkę sferyczną otaczającą Słońce. Poglądy Wrighta wywarły wpływ na Immanuela Kanta.
Poza astronomią zajmował się również ogrodnictwem, zaprojektował ponad 30 ogrodów.